# La cabeza de un hombre
La cabeza de un hombre. Novela del escritor belga, radicado en Francia, Georges Simenon escrita en 1931 siendo su principal protagonista el comisario Jules Maigret.

## Trama
El comisario Maigret se arriesga con un joven condenado a que en su fuga simulada de la cárcel le ponga sobre la verdadera pista y los verdaderos culpables. En su investigación muestra los personajes que habitaban la bohemia parisina de los años 30, así como las clases elevadas que habitaban el distrito de Saint-Cloud.
- Datos: Q1732704